# Новий Трик
Новий Трик (рос. Новый Трык) — присілок в Кізнерському районі Удмуртії, Росія.
Населення становить 128 осіб (2010, 161 у 2002).
Національний склад (2002):
- удмурти — 96 %

Урбаноніми:
- вулиці — Велика, Верхня